# Noccaea rhodopensis
Noccaea rhodopensis är en korsblommig växtart som beskrevs av Friedrich Karl Meyer. Noccaea rhodopensis ingår i släktet backskärvfrön, och familjen korsblommiga växter. Inga underarter finns listade i Catalogue of Life.